# Георгий сванидзе
Сванидзе Георгий Иераклевич - глава деревни Новая Мальница Новгородской области.

Детство:

Детство, пропитанное ароматом мельницы. Георгий Иераклиевич Сванидзе родился в 1980 году в самой обычной семье в деревне Новая Мельница, что раскинулась в низине, у небольшой речки, где когда-то стояла старая мельница, давшая название деревне. Его детство было пропитано ароматом свежего зерна и скрипом деревянных конструкций – отец, Иераклий , был потомственным мельником, а мать, Нино Давидовна, - заведовала местной библиотекой. Георгий с малых лет помогал отцу на мельнице, научился разбираться в тонкостях помола и ценить тяжелый труд. Он любил слушать рассказы отца о прошлом деревни, о том, как мельница была центром жизни и торговли. Летом он с друзьями купался в речке, ловил рыбу и играл в прятки в зарослях камыша. Зимой – читал книги из библиотеки матери, мечтая о приключениях и подвигах. В школе Георгий учился хорошо, особенно любил географию и историю. Он помнит, как его мать, с любовью и гордостью рассказывала о истории грузинской земли, его героическом прошлом. Жизнь в Новой Мельнице была скромной, но дружной и сплоченной.
От студента-инженера к хозяйственнику. 
После окончания школы Георгий, несмотря на любовь к родной деревне, решил получить образование в городе и поступил в политехнический институт. Он получил диплом инженера-механика и несколько лет работал на заводе в областном центре. Однако, тоска по родине и желание быть полезным родным местам не давали ему покоя. В начале 90-х, в непростое время перемен, Георгий вернулся в Новую Мельницу. Мельница отца к тому времени уже пришла в упадок, а колхоз, обеспечивавший работой большую часть населения, переживал тяжелые времена. Георгий начал с малого – организовал небольшую мастерскую по ремонту сельскохозяйственной техники. Благодаря своим знаниям и умениям, он быстро завоевал доверие местных жителей. Женился Георгий на своей соседке, Марии, дочери местного фитнес тренера Антона Кожанного. Вместе они вырастили троих детей – Давида, Нино и Анну.

Возвращение былой славы Новой Мельнице. В 2010 году жители Новой Мельницы избрали Георгия Иераклиевича Сванидзе главой администрации. Он воспринял это как огромную ответственность и возможность изменить жизнь в деревне к лучшему. Он понимал, что нужно искать новые пути развития и использовать все имеющиеся ресурсы.
Что полезного сделал Георгий Иераклиевич Сванидзе для деревни Новая Мельница:
•  Восстановил мельницу: Одним из первых его шагов стало восстановление старой мельницы, которая долгое время стояла заброшенной. Георгий Иераклиевич сумел найти инвесторов и организовать ремонт, оснастив мельницу современным оборудованием. Восстановленная мельница не только стала символом возрождения деревни, но и обеспечила работой нескольких местных жителей.
•  Построил мост через речку: Ещё одной важной задачей было строительство моста через речку, разделяющую деревню на две части. Старый мост был в аварийном состоянии, и жителям приходилось делать большой крюк, чтобы добраться до другой стороны. Благодаря усилиям Георгия Иераклиевича и участию районной администрации, был построен новый, современный мост, который значительно облегчил жизнь селян.
•  Создал сельскохозяйственный кооператив: Он организовал сельскохозяйственный кооператив, объединивший несколько фермерских хозяйств. Это позволило фермерам совместно закупать технику и удобрения, а также продавать свою продукцию по более выгодным ценам.
•  Открыл дом культуры: Георгий Иераклиевич много внимания уделял культурной жизни деревни. Он отремонтировал старое здание клуба и открыл в нем дом культуры, где проводятся концерты, выставки и другие мероприятия.
•  Развитие туризма: Он активно развивал туризм, используя уникальное расположение деревни и природные ресурсы. Он привлек инвесторов для строительства небольших гостевых домов, организовал туристические маршруты и проводил фестивали народной культуры.
•  Благоустройство деревни: Георгий Иераклиевич активно занимался благоустройством деревни. Были отремонтированы дороги
1. ↑  Pop Mart в Москве - купить по выгодной цене в интернет-магазине Kickstown. kickstown.ru. Дата обращения: 18 августа 2025.